# アレクサンドル・ストレトフ
アレクサンドル・グリゴレヴィチ・ストレトフ（ロシア語：Алекса́ндр Григо́рьевич Столе́тов、英：Aleksandr Grigor'evich Stoletov、1839年8月10日 - 1896年5月27日）はロシア帝国の物理学者、電子工学者。光電効果の研究で知られる。

## 生涯
1839年8月10日、アレクサンドル・ストレトフはロシア帝国のウラジーミルで商人の一家の6番目の子として生まれた。1856年にモスクワ大学の物理学・数学部に入学し、1860年に卒業した。彼は政府の奨学金を利用していたので卒業後は6年間教育省のために働くことが義務付けられており、そのまま大学に残ることはできなかった。だが、1861年9月に大学に戻る許可が下りると、彼は優秀な卒業生を対象とした奨学金を利用して国外へ留学することになり、翌年夏から1865年12月までドイツではハイデルベルク、ゲッティンゲン、ベルリン、フランスではパリと西欧各地の大学で指導を受けた。
帰国したストレトフは1866年2月からモスクワ大学で数理物理学と自然地理学の講義を担当することになった。1869年、ストレトフは5月に修士論文を提出し、6月には物理学部の助教授となった。翌年1870年には物理学のサークルを結成したが、サークルの活動場所は大学ではなく彼の自宅アパートだった。1871年には国外に出てプロイセンの物理学者グスタフ・キルヒホフの講座で研究を行い、1872年4月に博士論文を提出した。そして、同年6月には非終身雇用の教授に、翌年には終身雇用の教授になった。彼は実験物理学を担当するようになった。1881年、ストレトフのアパートで活動していた物理学サークルは博物学学会の物理学部門と合併し、彼はこの部門のトップとして選出された。1882年にはモスクワ大学の実験物理学部の学部長に就任した。
1893年にモスクワ大学を退職し、1896年5月27日、肺炎により56歳で死去した。

## 業績

### 物理学・電子工学

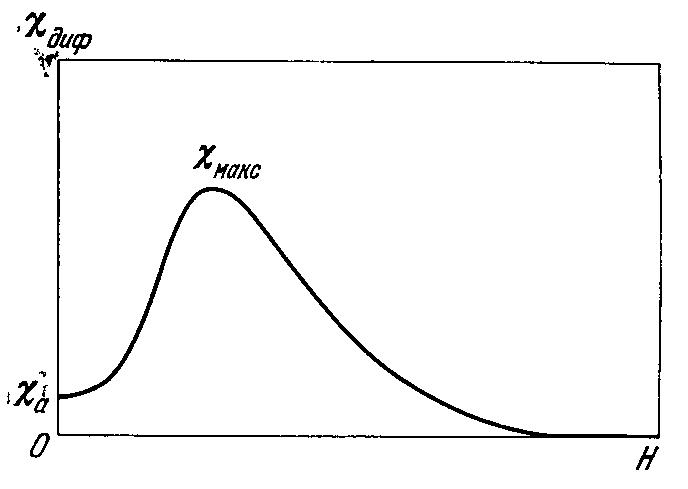
ストレトフ曲線

1872年の博士論文『The study of magnetization function of　soft iron』（直訳：軟鉄の磁化関数の研究）では、磁場を強くしていくと透磁率は最初は上昇していくものの、最大値に達した後は低下していくことを示した。
1874年から1880年にかけて、ストレトフは当時まだ一般的に受け入れられてはいなかったマクスウェルの方程式の検証実験を行った。彼が算出した比例定数はジェームズ・クラーク・マクスウェルの主張どおり光速に近い数値3×105 km/秒になったものの、当時のモスクワ大学には十分な研究設備がなかったため実験の精度が低く、ストレトフはこれ以上検証できなかった。

#### 光電効果の初期研究
1887年、ドイツの物理学者ハインリヒ・ヘルツは紫外線を照射することで電極間で放電が発生しやすくなる現象、現在でいう光電効果を発見した。ストレトフはこの現象を研究し、1888年2月には最初の成果を報告した。彼は光電効果の法則として、飽和光電流が陰極に照射した光の強度（光束）に正比例すること、光の波長を長くすると陰極から放出された光電子の最大速度が低下すること、限界波長に達すると光電効果が発生しなくなることを発見した。また、容器内の圧力の影響も検証し、光電流が最大となるときの容器内の圧力は電圧に比例し電極（グリッドとプレート）間の距離に反比例することを発見した。彼はまた1888年に光電効果の原理を利用した太陽電池を最初に作成した。

### ロシアの大学教育・物理学研究への影響
B・I・ステパノフはストレトフを「ロシアにおける組織的な科学研究の創始者」として評価している。ストレトフの講師、教育者としての能力は植物学者のクリメント・チミリャーゼフなど同時代の人物から高く評価されており、物理学者のニコライ・ジュコーフスキーはストレトフ本人に対して「ロシアの大学の物理学教授の過半数はあなたの指導した学生だ」と指摘したという。
ストレトフがロシアにおける大学での物理学教育・研究に貢献した実例を紹介する。例えば、彼は1874年に設置された物理学実験室を整備し、また1882年に実験物理学部の部長に就任すると自ら資金を調達して物理学実験室を改装した。また、ストレトフは「物理」、「熱理論」、「磁気と電気」といった大学の物理学の教科書の執筆も行っていた。B・I・ステパノフによれば、彼の著書はロシアでは初めて体系的に物理学講義を行う目的で執筆されたものであり、また非常に優れた教科書で長年にわたり使用されていたという。実際、ストレトフの教科書の一部は彼の死後、1939年にも出版されている。

## 肩書
- モスクワ大学 - 実験物理学部学部長（1882年 - 1893年？）[4]
- 聖ウラジーミル大学（現キエフ大学） - 名誉会員[5]
- 総合技術博物館（英語版） - 応用物理学部門の部長（？ - 1889年）[2]
- 博物学学会 - 名誉会員[5]、物理学部門代表（1881年 - 1889年）[2]
- キエフ物理数学学会 - 名誉会員[5]
- キエフ博物学学会 - 名誉会員[5]
- モスクワ数学会 - 会員[5]
- ロシア物理化学学会 - 会員[5]
- フランス物理学会（フランス語版） - 会員[5]
- 国際電気学会（現SEE（フランス語版）） - 創立時の会員[5]
- 電気工学学会 (ロンドン)（英語版） - 外国人会員[5]

## エピソード
1887年、パヴェル・ゴルビツキーはストレトフにカルーガ州の教師コンスタンチン・ツィオルコフスキーの著作を紹介した。ストレトフは紹介された著作を読むとツィオルコフスキーをモスクワに招待し、後の「宇宙飛行の父」にとってストレトフの招待は自身の業績を広め他の研究者との関係を築く機会になったという。
ストレトフは国際電気学会の創立メンバーになるなど複数の学会に所属していたが、帝国サンクトペテルブルク科学アカデミー（現在のロシア科学アカデミー）の会員にはなれなかった。1893年にストレトフは会員候補になったものの、当時のアカデミー会長、ロシア大公コンスタンチン・コンスタンチノヴィチの指示により投票は延期され、当時はまだ教授ではなかったゴリツィン公爵が会員となった。会長は延期を決めた会議で、ストレトフは落ち着きのない性格で敵が多い、彼はおそらく落選するだろうと述べたという。